# اختبار الوحدة
اختبار الوحدة هو أحد عمليات اختبار البرمجيات يتم من خلاله إنشاء اختبارات لأجزاء فردية من مصدر البرنامج بالإضافة لأي تعليمات أو بيانات يحتاجها هذا الجزء من المصدر. يعتبر اختبار الوحدة اختبار لأصغر جزء (أو وحدة) يمكن اختبارها في المصدر. عادة ما يقوم بإنشاء اختبارات الوحدة المطور ذاته الذي يقوم بتطوير البرنامج، وفي بعض الاحيان يقوم المطور بإنشاء اختبار الوحدة قبل أن يقوم بإنشاء مصدر البرنامج نفسه في ما يعرف بالتطوير الموجه بالاختبارات.